# ORP Sokół (2002)
Pour les articles homonymes, voir ORP Sokół (homonymie).
Le ORP Sokół (294) anciennement KNM Stord, est l’un des quatre sous-marins de classe Kobben de la marine polonaise. Le navire a été construit au chantier naval Rheinstahl Nordseewerke GmbH à Emden, en République fédérale d'Allemagne (où la classe Kobben est connue sous le nom de Type 207) pour la Marine royale norvégienne sous le nom de KNM Stord (S-308). Lancé en 1966, le navire a servi dans la Marine royale norvégienne de 1967 jusqu’à ce qu’il soit désarmé en 2001. Il a été donné à la Pologne en 2002 et renommé ORP Sokół. Le drapeau polonais a été hissé le 4 juin 2002. Le navire a été modifié à Gdańsk après la cession. Il a été mis hors service le 8 juin 2018. La même année, il rejoint le programme de conversion en navire musée. En juillet 2020, les travaux ont commencé sur l’unité afin de la préparer à la fonction de musée.

## Fabrication
La Norvège a commandé le navire à Nordseewerke à Emden en Allemagne, où la quille a été posée en 1963. Contrairement aux navires de la conception originale, il a été construit en acier magnétique, ce qui visait à augmenter la profondeur d’immersion admissible, et plusieurs autres modifications plus mineures ont été apportées par rapport aux unités de Type 205.
Il a été lancé le 2 septembre 1966 sous le nom de KNM Stord et achevé le 9 février 1967. Il est entré en service dans la marine norvégienne en 1967, et a été retiré du service en 2001. Il a ensuite été remis gratuitement à la marine polonaise, où  il est officiellement entré en service le 4 juin 2002 sous le nom d’ORP Sokół avec le numéro tactique 294. Il a servi dans l’escadre de sous-marins de la 3e flottille et a été mis hors service le 8 juin 2018.
En 16 ans de service sous pavillon blanc et rouge, le navire a parcouru près de 26000 milles marins, effectuant 174 immersions. En 2003, il a remporté le concours pour « Leading Ship 3. Flottille de navires » dans le groupe de navires de combat et pour le titre de « Meilleur navire de la marine polonaise ».
Son service a pris fin le 8 juin 2018. Selon les plans, le navire doit être mis en cale sèche à côté de l’aquarium de Gdynia,.
Selon le concept adopté, le navire doit être encastré dans le sol et partiellement recouvert de vitres imitant le niveau de l’eau, au-dessus duquel seule une partie de la coque et du kiosque doit dépasser. Le projet doit également permettre aux visiteurs de descendre sous la vitre et de voir le navire de l’extérieur.
Le dernier commandant fut le capitaine Łukasz Szmigiel.

## Navire-musée
En 2018, le ministère de la Défense nationale a autorisé MMW à transformer le Sokół en navire musée. En juillet 2020, le Musée de la marine de guerre de Gdynia a signé un accord avec le chantier naval pour tirer le navire à terre, le nettoyer, le sécuriser et le préparer pour la fonction de musée.. Le coût estimé de la reconstruction est de 10 millions de złotys.

## Commandants
- Capitaine mar. Sławomir Wiśniewski
- Capitaine mar. Tomasz Krasoń
- Capitaine mar. Grzegorz Chomicz
- Capitaine Piotr Pawłowski
- Capitaine Roman Gęzikiewicz
- Capitaine Tomasz Sołkiewicz
- Capitaine Łukasz Szmigiel[7].